# Liste der schwedischen Gesandten bei den Hansestädten

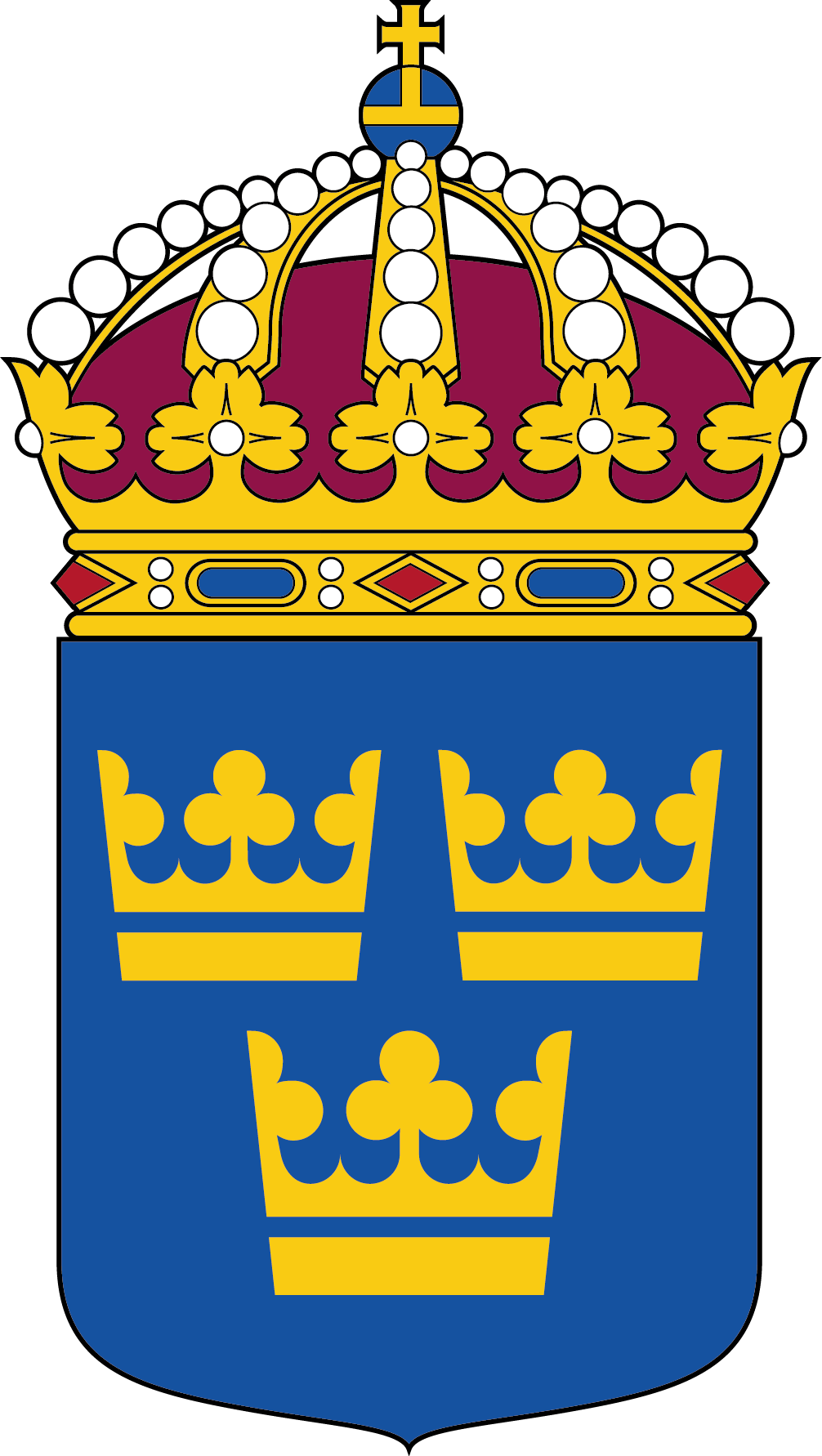
Wappen

Dies ist eine Liste der schwedischen Gesandten bei den drei Hansestädten Bremen, Hamburg und Lübeck. Die Gesandtschaft befand sich in Hamburg, und bestand (anfänglich auch gegenüber dem Niedersächsischen Reichskreis) vom Anfang des 17. Jahrhunderts bis zum Ende des 19. Jahrhunderts. Die drei Hansestädte waren ab dem 16. Jahrhundert Freie Reichsstädte, ab 1806 durch Frankreich besetzt, 1811 bis 1814 annektiert, ab 1815 Freie Städte im Deutschen Bund und ab 1871 Bundesstaaten im Deutschen Reich.
Die schwedische Gesandtschaft in Hamburg war Schwedens älteste diplomatische Vertretung in Deutschland und zählte zu Schwedens bedeutendsten Vertretungen in Europa. Neben dem wirtschaftlichen Gewicht der Hansestädte, lag die Bedeutung des Standorts auch in ihrer politischen Unabhängigkeit, und dem Zugang zu einer für damalige Verhältnisse unvergleichbar hohen Dichte an Informationsquellen wie Zeitungen und Postverbindungen, sowie Kontakt zu Kaufleuten, Handelsreisenden und andere Diplomaten.

## Missionschefs
| Ernennung    | Akkreditierung | Name                           | Bemerkungen                                                                                     | Abberufung    |
| ------------ | -------------- | ------------------------------ | ----------------------------------------------------------------------------------------------- | ------------- |
|              | 1625           | Anders Svensson                | († 1630), ab 1630 Resident                                                                      | 3. Sep. 1630  |
|              | 17. Sep. 1631  | Johan Adler Salvius            | (* 1590; † 1652)                                                                                | 12. März 1634 |
|              | 12. März 1634  | Lars Grubbe                    | (* 1601; † 1642), nur interim                                                                   | Sep. 1634     |
|              | Sep. 1634      | Johan Adler Salvius            | (* 1590; † 1652)                                                                                | 1643          |
|              | 1643           | Heinrich Schute                | († k. A.), nur interim                                                                          | 1649          |
|              | 1649           | Johan Adler Salvius            | (* 1590; † 1652)                                                                                | 1650          |
|              | 1650           | Vincent Moller                 | (* 1615; † 1668)                                                                                | 9. März 1668  |
|              | 9. März 1668   | Martin von Böckel              | (* 1610; † 1688)                                                                                | 1670          |
|              | 18. Sep. 1671  | Eberhard von Graffenthal       | († 1688), 1667 bis 1669 Gesandter in Sachsen                                                    | 1675          |
|              | 1681           | Bartholomäus von Wolfsberg     | († 1684) ab 1649 Mitglied der Fruchtbringenden Gesellschaft, 1654 bis 1658 Gesandter in Preußen | 1684          |
|              | 1684           | Jürgen Bremer                  | (* 1650; † 1705)                                                                                | 1688          |
|              | 7. Mai 1688    | Henrik Gabriel Rothlieb        | (* 1646; † 1719)                                                                                | 1719          |
|              | 6. Jan. 1720   | Axel Reenstierna               | (* 1695; † 1730)                                                                                | 21. Okt. 1729 |
|              |                | Carl Christoph von Stralenheim | († 1740)                                                                                        | 1738          |
|              | 1738           | Johan Friedrich König          | (* 1690; † 1759)                                                                                | 1747          |
|              | 1760           | Georg Gustav Wrangel           | (* 1728; † 1795)                                                                                | 1761          |
|              | 28. März 1762  | Otto Jakob Zöge von Manteuffel | (* 1718; † 1796)                                                                                | 16. Dez. 1765 |
|              | 1765           | Lars von Justrik               | († k. A.), Geschäftsträger                                                                      | 1768          |
|              | 31. Mai 1770   | Bengt von Faxell               | (* 1711; † 1787)                                                                                | 3. Sep. 1787  |
|              | 4. Juli 1787   | Fredrik Adolf Löwenhielm       | (* 1743; † 1810) bis 3. Sep. 1787 mit und neben Faxell                                          | 6. Mai 1789   |
|              | 6. Mai 1789    | Samuel Hjelmér                 | (* 1758; † 1821)                                                                                | 8. Mai 1793   |
| 2. Juni 1789 |                | Gustaf d’Albedyhll             | (* 1758; † 1819) nicht angetreten                                                               |               |
|              | 25. Juli 1792  | Claes Bartholomeus Peyron      | (* 1753; † 1823)                                                                                | Juli 1801     |
|              | 10. März 1801  | Gustaf Starck                  | (* 1750; † 1806), Geschäftsträger                                                               | Juni 1803     |
|              | Juni 1803      | Claes Bartholomeus Peyron      | (* 1753; † 1823)                                                                                | 17. Apr. 1806 |
|              | 27. Apr. 1806  | Gustaf Starck                  | (* 1750; † 1806), Geschäftsträger                                                               | 28. Mai 1806  |
|              | 24. Okt. 1806  | Johan Isak Netzel              | (* 1765; † 1829), Geschäftsträger                                                               | Juli 1807     |
| 1807         |                |                                | keine Beziehungen                                                                               | 1814          |
|              | 7. Okt. 1814   | Aron Hjort                     | (* 1765; † 1829), Geschäftsträger                                                               | 5. Juni 1818  |
|              | 1818           | Elof Signeul                   | (* 1770; † 1835)                                                                                | 30. Okt. 1835 |
|              | 1836           | Anton Reinhold Wrangel         | (* 1800; † 1876), Geschäftsträger                                                               |               |
|              | 1856           | Carl Adolf Sterky              | (* 1810; † 1891), 1852 Generalkonsul, 1856 Ministerresident                                     | 1873          |

1873: Auflösung der Gesandtschaft